# Übungsinstrument
Ein Übungsinstrument ist ein Musikinstrument, das dem Spieler nur zum Üben dient und beim öffentlichen Vortrag oder der Studioaufnahme einem anderen Instrument Platz macht. Übungsinstrumente haben entweder reduzierte Lautstärke, um Lärmbelästigungen zu vermeiden, wie bei der Stummen Violine, oder sie ersetzen besonders große, unhandliche Instrumente wie die Orgel, für die das Harmonium lange Zeit als Übungsinstrument diente.
Heute sind die meisten Übungsinstrumente mit Tonabnehmern statt mit einem Resonanzkörper ausgerüstet, oder sie erzeugen die Töne elektronisch über Tasten, was das Üben mit Kopfhörern ermöglicht. Blechbläser haben statt Übungsinstrumente spezielle Übungsdämpfer, mit denen die Lautstärke stark verringert wird.